# ۳۵۸ (قمری)
۳۵۸ (قمری)، سیصد و پنجاه و هشتمین سال در گاهشماری هجری قمری است. اول محرم این سال برابر با سی‌ام نوامبر سال ۹۶۸ میلادی است.
== رویدادها == ساخته شدن شهر قاهره توسط فاطمیان مصر

## وابسته
- آل اخشید
- حمدانیان